# ВК Таш
Ватерполо клуб Таш је српски ватерполо клуб из Београда. У сезони 2016/17. такмичи се у Првој А лиги Србије. 

## Историја
Клуб је почео са радом 2002, а званично је основан 2009. године. Од сезоне 2015/16. такмичи се у Првој А лиги Србије.